# Fenix (film)
Fenix är en norsk dramafilm från 2018 som hade svensk premiär 31 maj 2019. Filmen är regisserad av Camilla Strøm Henriksen, som även skrivit manus.

## Handling
Filmen handlar om den unga tonårstjejen Jill och hennes lillebror. Jills mamma är alkoholiserad och psykiskt sjuk. Jills pappa är musiker och har inte varit hemma på länge. När Jill fyller 14 år dyker plötsligt pappan upp, men det blir inte riktigt som Jill tänkt sig. 

## Rollista (i urval)
| - Ylva Bjørkaas Thedin – Jill - Maria Bonnevie – Astrid - Sverrir Gudnason – Nils - Casper Falck-Løvås – Bo - Kjersti Sandal – Ellen | - Renate Reinsve – Kristin - Nils Vogt – Tolleff - Fredrik Stenberg Ditlev-Simonsen – Sveinung - Ingeborg Engø – Gäst - Gard Tony Sønsthagen – Speditör |